# Marktsteft
Marktsteft ist eine Stadt im unterfränkischen Landkreis Kitzingen.

## Geografie

### Nachbargemeinden
Kitzingen, Mainbernheim, Willanzheim, Seinsheim, Obernbreit, Marktbreit, Segnitz und Sulzfeld am Main. Größte Stadt in der Umgebung ist Würzburg 17 km nordwestlich.

### Gemeindegliederung
Marktsteft besteht aus drei Gemeindeteilen (in Klammern ist der Siedlungstyp angegeben):
- Marktsteft (Hauptort)
- Michelfeld (Kirchdorf)
- Wasenmeisterei (Einöde)

### Naturräumliche Lage

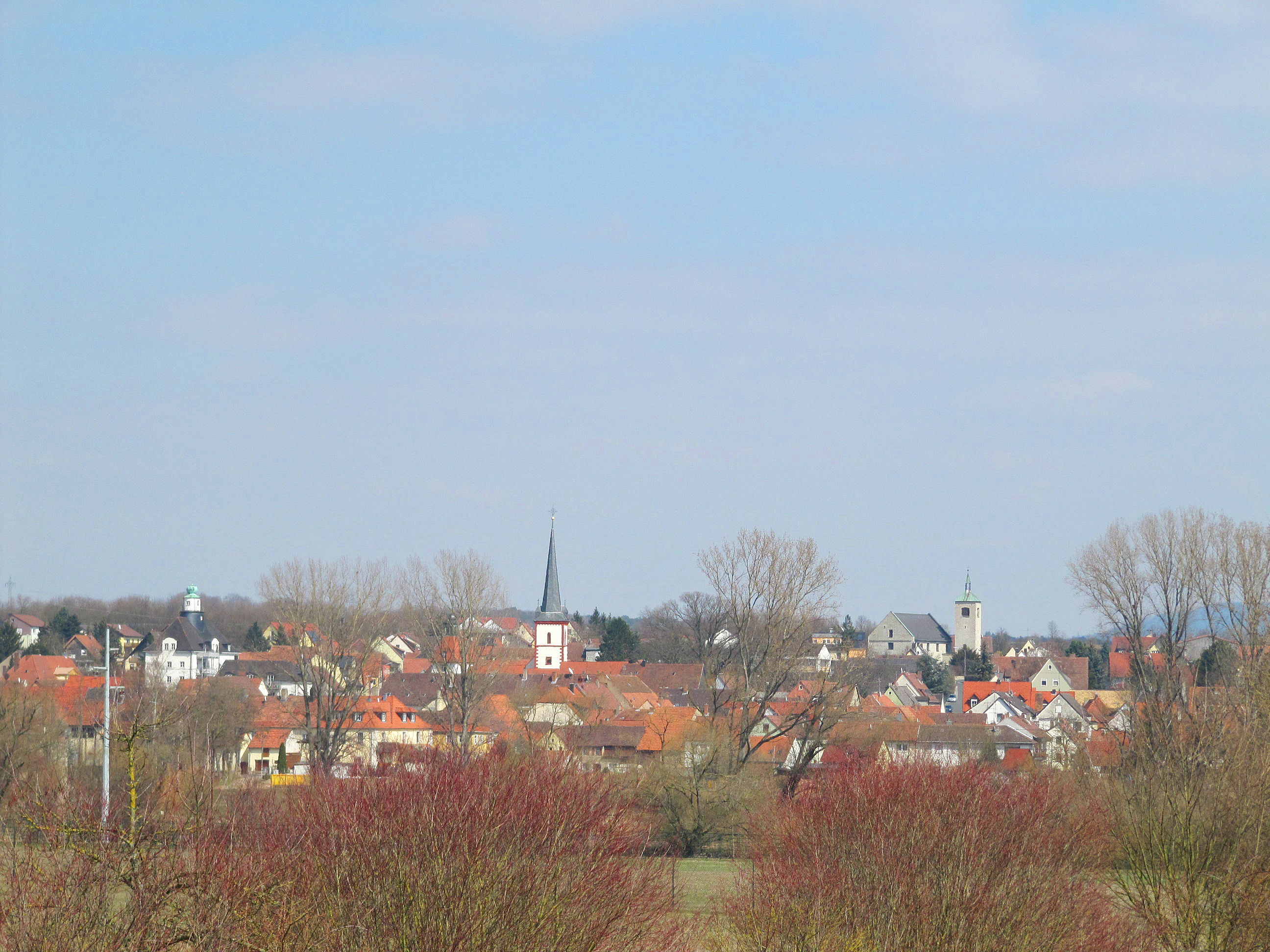
Marktsteft

Marktsteft und seine Gemarkung liegen in zwei Naturräumen, die beide Teil der Haupteinheitengruppe Mainfränkische Platten sind. Der Ort selbst ist im niederschlagsarmen Kitzinger Maintal zu lokalisieren, die Gemarkung ragt in die höhergelegene, flachwellige Mainbernheimer Ebene. Hier ist auch der Ortsteil Michelfeld zu finden. Durch Marktsteft fließt der Traugraben in Richtung des Mains.

### Klima
Das Maindreieck zählt zu den wärmsten und trockensten Regionen Frankens. Dieses Klima ist besonders günstig für den Anbau von Wein, Obst und Gemüse. Die Jahresdurchschnittstemperatur liegt bei circa 8 °C.

## Geschichte

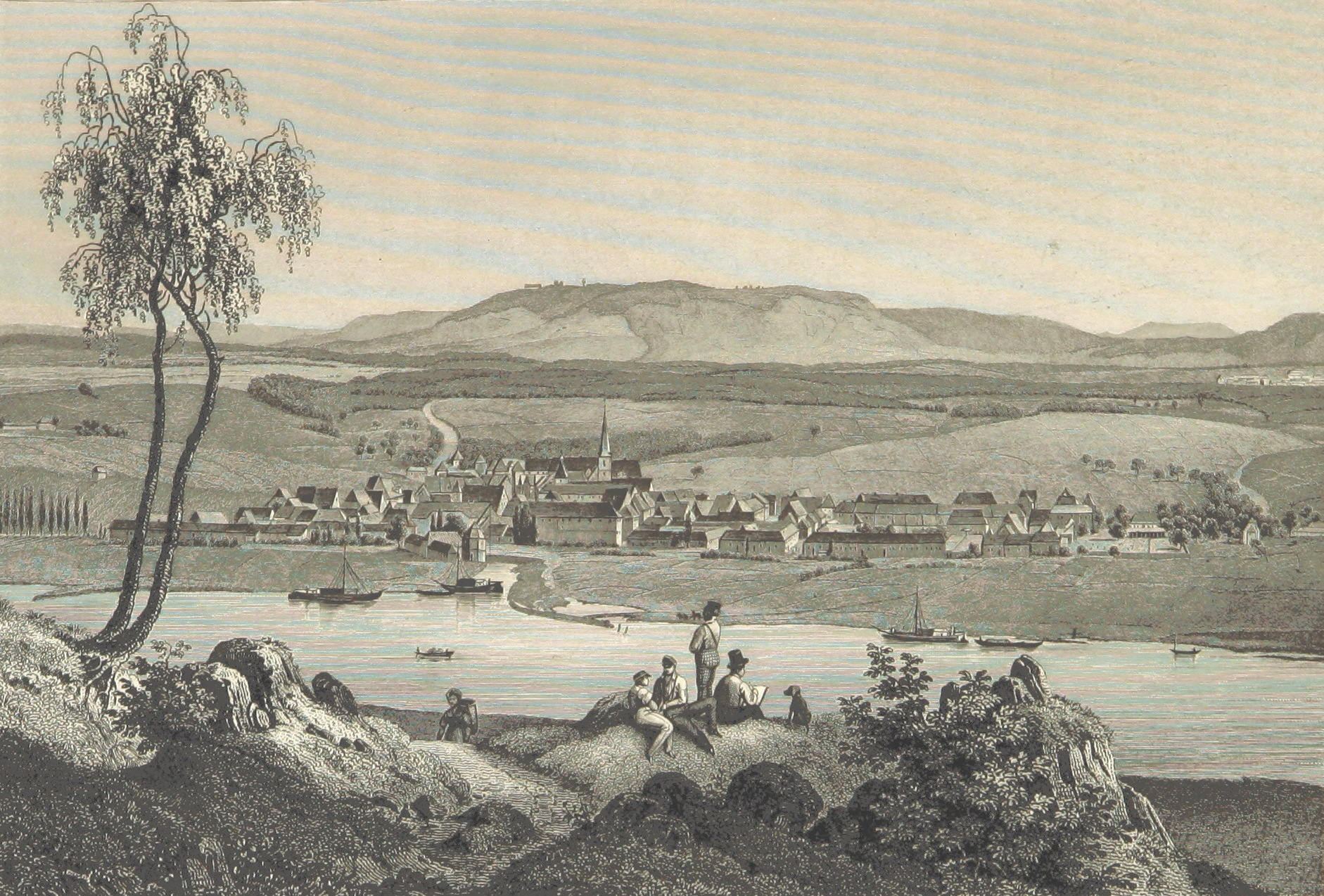
Marktsteft um 1845

### Ortsname
Der Ort hieß 1216 Stephe. In den Siedlungsnamen fand der Name des Kirchenpatrons Stephanus Eingang.
Spätere Namensformen waren:
| - 1225 Stephe | - 1303/04 Steffe - 1308–1310 Stef | - 1319/20 Stephe - 1346 Stepf - 1371 - 1391 Stefft | - 1485 Steft | - 1619–1625 Marktsteft |

Die Ergänzung Markt bezeichnet den Rechtsstatus, Märkte abhalten zu dürfen.

### Ortsgeschichte
Die erste urkundliche Erwähnung einer Vogtei in Marktsteft war im Jahre 1197. Als „Stephe“ wurde der Ort im Jahre 1216 und als „Stepfe das dorff“ 1371 im Besitz der Grafen von Hohenlohe-Brauneck bezeichnet. 1399 besaßen die Grafen zu Castell das Patronatsrecht über die „pfarre zu Stefft“.:70
1448 erwarb Markgraf Albrecht Achilles von Brandenburg-Ansbach von den Vorbesitzern folgende sechs Maindörfer: Obernbreit, Gnodstadt, Marktsteft, Sickershausen, Martinsheim und Oberickelsheim. Durch diesen Besitz erhielten die Markgrafen Zugang zum Main.
In der Zeit von 1448 bis 1791 blieb Marktsteft unter dieser markgräflichen Herrschaft. Schon im Jahr 1532 besaß der Ort eine Kirchenburg, die in Kriegszeiten Zuflucht bot. Die Reformation wurde im Jahr 1534 eingeführt.:70
Das Hochstift Würzburg löste 1629 die Herrschaft über die Stadt Kitzingen aus dem Besitz des Markgrafen ab. Dadurch verlor der Markgraf den Brückenkopf und den Hafenplatz am Main, die er seit 1443 besaß. Das kleine Dorf Marktsteft am Main bot sich als Ersatz an.:11
Zum Markt wurde Steft am 4. November 1729 durch Markgräfin Christina Charlotta erhoben. Die Markterhebungsurkunde verlieh einige Privilegien:
- Zehnjährige Steuerbefreiung für sich ansiedelnde Künstler, Kauf-, Handels- und Handwerksleute
- Fünfjährige Ermäßigung der Getränkesteuer der Gastwirte um die Hälfte
- Zehnjährige Abgabenfreiheit für Erbauer von zweistöckigen Häusern
- Fünfjährige Abgabenfreiheit für Erbauer von einstöckigen Häusern
- Vier Jahre lang 50 % Zollnachlass für den Güterumschlag in Marktsteft
- Fünf Jahre Steuer- und Zollfreiheit für dort hergestellte Waren
- Einführung eines Wochenmarktes
- Abhalten eines Jahrmarktes am Pfingstmontag und am Mattheitag
- Fünfjährige Zollfreiheit für alle zu den Märkten angefahrenen Waren
- Dreijährige Befreiung vom Leibzoll für Juden, welche die Jahrmärkte besuchen

Bereits am 30. November 1712 waren diese Marktprivilegien auf dem Rathaus eröffnet worden. Sie bildeten die Voraussetzung für zahlreiche weltweite Handelsbeziehungen.:15–19 In Marktsteft entstanden mit ansbachischer Unterstützung 91 Neubauten. Durch gezielte Ansiedlung von Betrieben sowie den Ausbau des Hafens erlebte die Bevölkerung einen Wirtschaftsaufschwung. Unter preußischer Herrschaft verlor der Ort wieder zunehmend an Bedeutung.:70–71
Marktsteft fiel im Vertrag von Paris (Februar 1806) mit dem 1792 preußisch gewordenen Fürstentum Ansbach durch Tausch an das Königreich Bayern. Im Zuge der Verwaltungsreformen in Bayern entstand mit dem Gemeindeedikt von 1818 die heutige Gemeinde. Im Jahre 1819 wurde Marktsteft zur Stadt erhoben.
Seit dem 19. Jahrhundert leben wieder Katholiken im Ort, sie erhielten mit der 1964 fertiggestellten Auferstehungskirche ein eigenes Gotteshaus.

### Hafen
Nach dem Verlust Kitzingens ließ der Markgraf von Ansbach durch den Ingenieur-Leutnant und Landfeldmesser Johann Georg Vetter einen Grundriss der geplanten neuen Hafenstadt am Main erstellen.
Der natürliche Anlegeplatz am Mainarm wurde 1729 als Hafenanlage ausgebaut. Der Hafen lockte Unternehmer an, wie z. B. die Strumpfwirker. Sie bauten ab 1731 dort ihre Werkstätten auf. Die Häuser standen in der Strumpfwirkergasse. In den Jahren 1777 bis 1782 wurden dort über tausend Söldner des Ansbacher Markgrafen in den Amerikanischen Unabhängigkeitskrieg verschifft. Davon fiel beinahe ein Fünftel im Kampf, ein Drittel verblieb als Einwanderer in den USA und etwas mehr als die Hälfte kam zurück. 1788 brachen vom Stefter Hafen erneut über 1400 vermietete Soldaten auf. Diesmal standen sie im Dienst der Holländer gegen die Truppen von Napoleon Bonaparte. Eine Schuld wurde dadurch nicht getilgt; Markgraf Karl Alexander trat daraufhin seine Markgrafschaft gegen Leibrente an Preußen ab, und der Marktstefter Hafen war zum einzigen preußischen Hafen auf dem späteren bayerischen Territorium geworden. Während des Napoleonischen Kriegs kamen Waren aus England, die für den Nahen und Fernen Osten bestimmt waren, über Rhein und Main zum Marktstefter Hafen. Von dort fand der Transport auf dem Landweg mit Pferdefuhrwerken über Nürnberg zur Donau statt. Nach dem Bau der Eisenbahnlinie im Würzburger Land verlor der Stefter Hafen seine Bedeutung.

### Eingemeindungen
Am 1. Mai 1978 wurde die bis dahin selbständige Gemeinde Michelfeld in die Stadt Marktsteft eingegliedert.

### Bevölkerungsentwicklung
| Jahr      | 1834 | 1865 | 1868 | 1900 | 1925 | 1950 | 1961 | 1970 | 1991 | 1995 | 2005 | 2010 | 2015 |
| --------- | ---- | ---- | ---- | ---- | ---- | ---- | ---- | ---- | ---- | ---- | ---- | ---- | ---- |
| Einwohner | 1215 | 1172 | 1215 | 1309 | 1243 | 1805 | 1561 | 1597 | 1659 | 1658 | 1764 | 1787 | 1939 |

Im Zeitraum 1988 bis 2018 stieg die Einwohnerzahl von 1586 auf 1969 um 383 Einwohner bzw. um 24,2 %.
Quelle der Zahlen ohne Einzelnachweis: Bayerisches Landesamt für Statistik und Datenverarbeitung

## Politik

### Bürgermeister
Thomas Reichert ist seit 1. Mai 2014 Bürgermeister; er wurde am 15. März 2020 mit 54,2 % der Stimmen für weitere sechs Jahre gewählt.

### Stadtrat
Der Stadtrat hat zwölf Mitglieder. Die Zusammensetzung in den Amtszeiten 2014 bis 2020 beziehungsweise 2020 bis 2026 ist wie folgt:
| Partei / Liste                | Sitze ab 2014 | Anteil 2014 | Sitze ab 2020 | Anteil 2020 |
| CSU                           | 3             | 22,0 %      | 3             | 27,8 %      |
| Freie Wählergemeinschaft      | 4             | 36,9 %      | 4             | 29,7 %      |
| Freie Wählergruppe Michelfeld | 2             | 18,6 %      | 2             | 19,9 %      |
| Sozialer Bürgerblock          | 3             | 22,5 %      | 3             | 22,6 %      |

## Verwaltung
Die Gemeinde ist Mitglied der Verwaltungsgemeinschaft Marktbreit.

### Wappen
| | Blasonierung: „In Gold der silbern nimbierte heilige Stephan wachsend in blauem Gewand, die grüne Märtyrerpalme in der rechten Hand, im mit der linken Hand gerafften Überwurf drei goldene Steine.“ |
| Wappenbegründung: Der heilige Stephan wurde erstmals auf einem Siegel des Jahres 1578 abgebildet. Zum Wappen stieg die Figur mit der Stadterhebung des Jahres 1819 auf. Der Heilige ist der Ortspatron von Marktsteft. | |

Neben dem Wappen des Hauptortes, das heute auch zugleich das Gemeindewappen ist, existiert noch das Wappen des Ortsteils Michelfeld, das bis zu dessen Eingemeindung im Jahr 1978 offiziell benutzt wurde. → siehe auch: Wappen von Michelfeld

## Kultur und Sehenswürdigkeiten

### Museen
- Museum für Stadt- und Familiengeschichte

### Bauwerke

#### Baudenkmäler

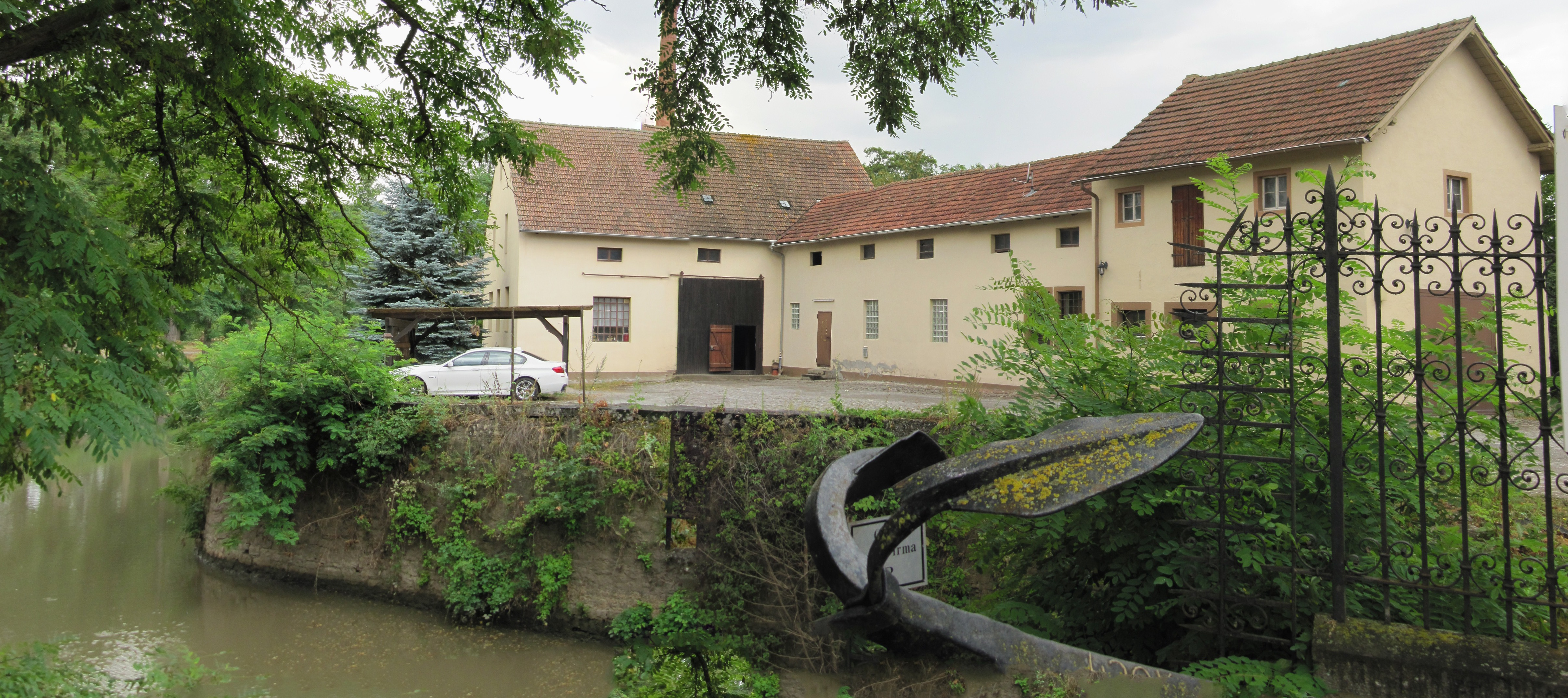
Historische Hafenanlage
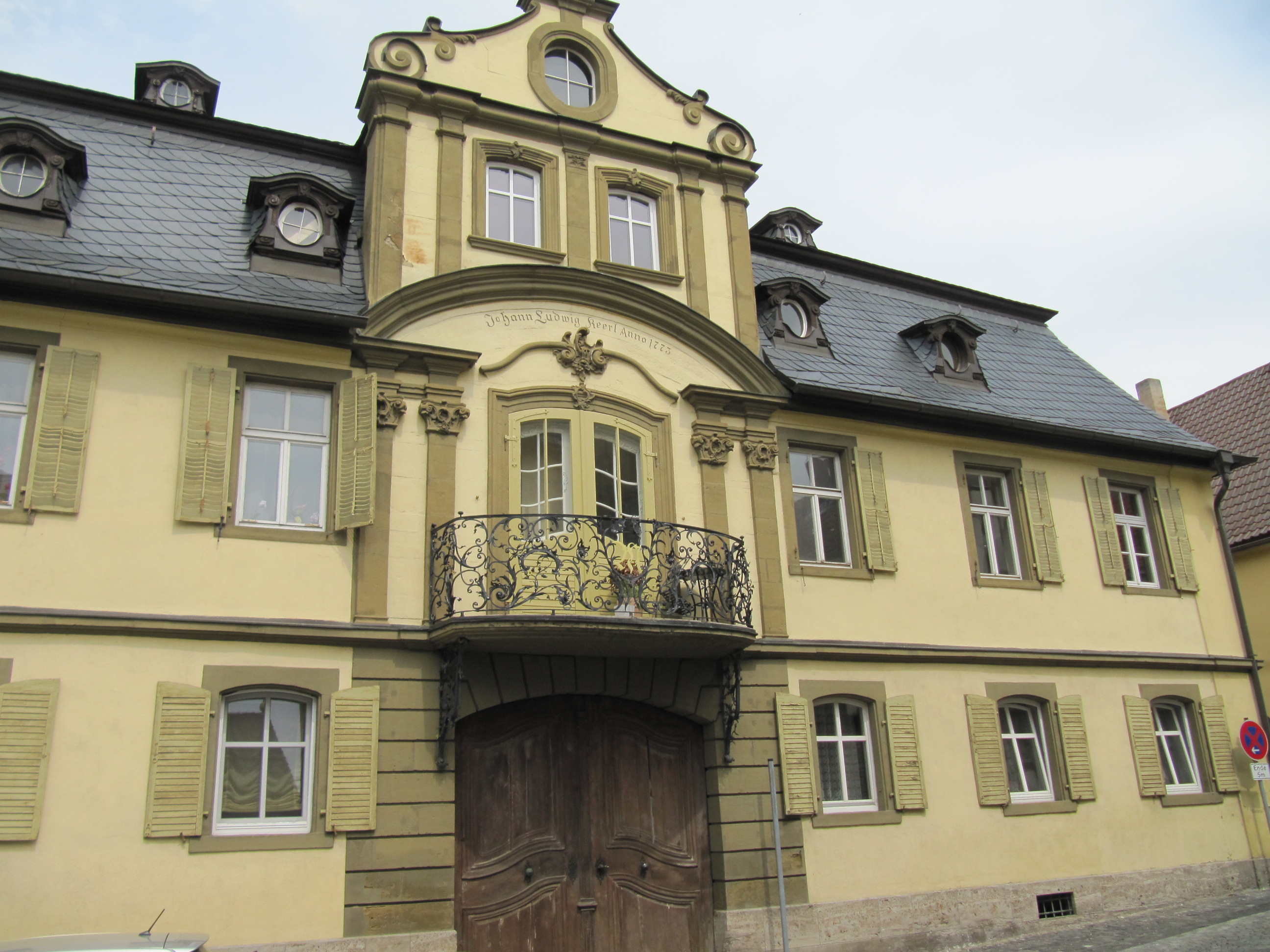
Keerlhaus mit Risalit und Balkon
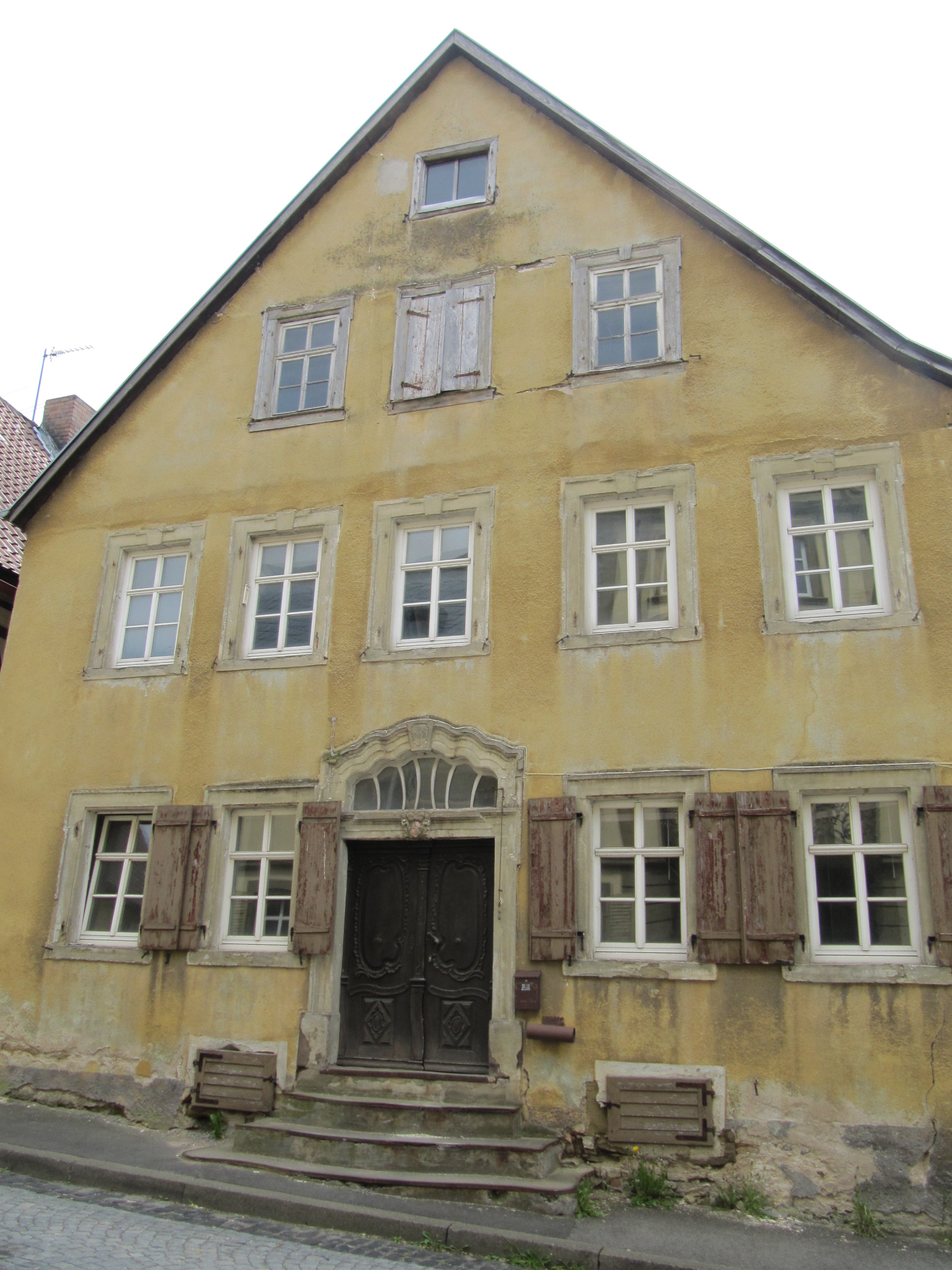
Rotes Keerlhaus
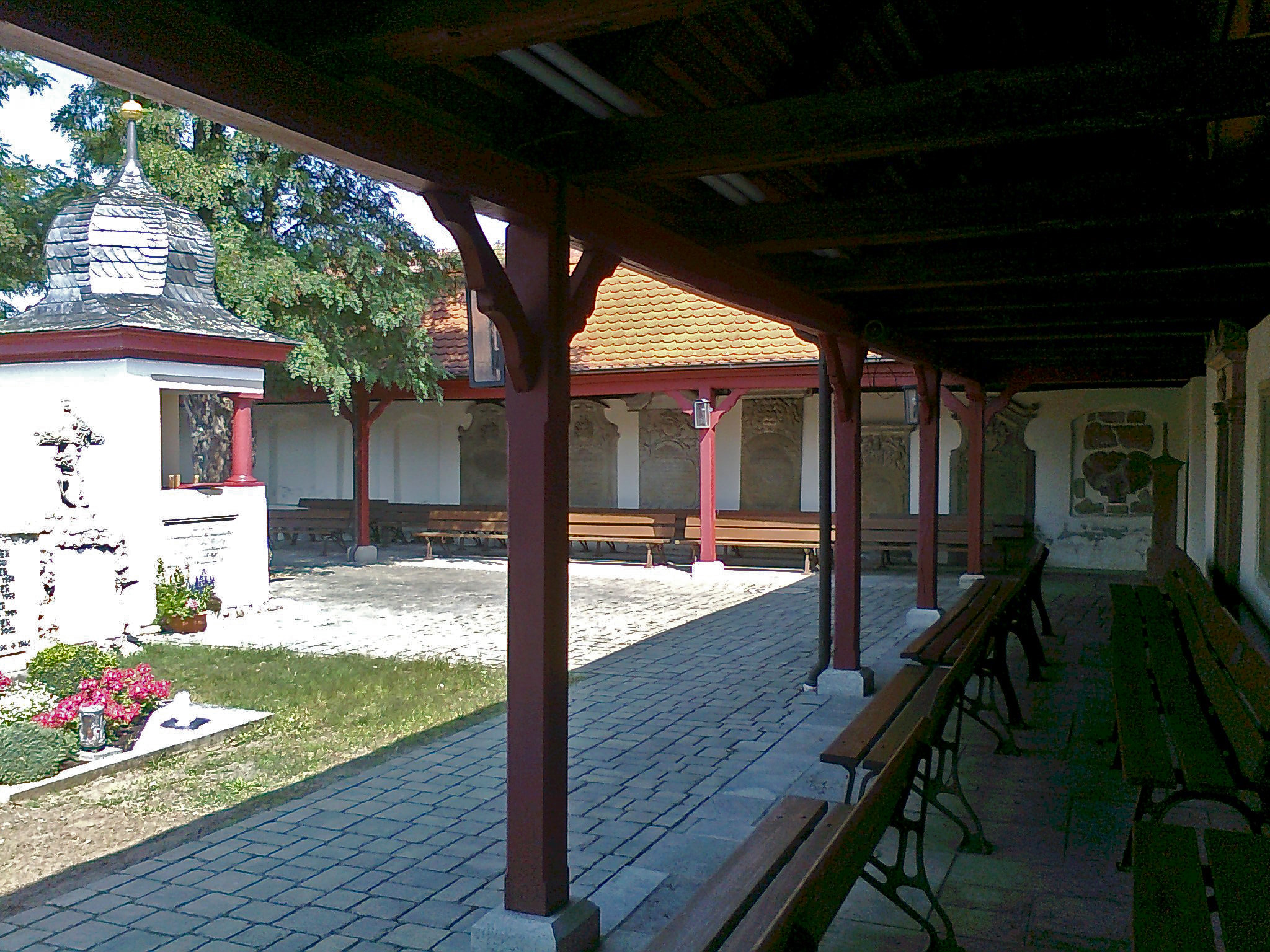
Arkadengang mit freistehender Friedhofs-Kanzel

##### Historische Hafenanlage
Die historische Hafenanlage ist die älteste in ihrer ursprünglichen Form erhaltene in Bayern und wird heute vom Hafen- und Kulturverein gepflegt. Spuren des 1764 errichteten Krans sind noch zu erkennen.

##### Keerlhäuser
1688 wurde die ursprünglich einzige Gastwirtschaft Zu den drei goldenen Kronen im Maindorf Steft durch Sebastian Keerl neu gebaut. Der Markgraf fand dort mit Gefolge Quartier.:63 Der Reichtum der Kaufmannsfamilie Keerl ist bis heute sichtbar: Er zeigt sich im Keerlhaus von 1774, einem zweigeschossigen Wohnhausbau mit Mansarddach. Die Rokokofassade ist in der Mitte unterbrochen durch einen Risalit mit schmiedeeisernem Balkon und Volutengiebel. Gegenüber liegt das Rote Keerlhaus mit einem Rokokopavillon im Garten.

##### Kirchenburg mit St. Stephan
In der Zeit der Christianisierung schuf der Grundherr Siedlungen und gründete Kirchen wie St. Stephan in Marktsteft. Sie gehörte zu den Eigenkirchen der Casteller Grafen. Als Lehensherren statteten sie ihre Eigenkirchen aus, sorgten für deren Erhalt und bestimmten die Geistlichen. Sie schützten, überwachten und ordneten den Dienst der eingesetzten Pfarrer.:7 Den Mittelpunkt der Eigenkirche bildete der im Boden verankerte Steinaltar mit den Reliquien. Das Kirchengrundstück umgab der Kirchhof mit den Grabstätten. Weiterhin gehörten dazu der „Pfarrhof mit Wirtschaftsgebäuden und Grundstücken, Gemeinde- und Hutrecht, Pfarr- und Gotteshauseinkommen, Zehnten und Stolgebühren“.:7 Den heutigen Kirchenbau umgeben noch Reste der ehemaligen Kirchenburg. Im Torturm und im angrenzenden Gebäude befindet sich das Rathaus.:15 Der älteste Teil von St. Stephan ist der viergeschossige Turm. Er wurde 1608 fertiggestellt. Von einem Vorgängerbau berichten die Quellen von 1565 im Zusammenhang mit dem Wetterläuten und einer Hosianna-Glocke.:15 Das Kirchenschiff wurde in den Jahren 1623–1624 errichtet. Am Chorbogen ist die erste Jahreszahl festgehalten und am nördlichen Eingang die zweite. Der Bau wurde durch zahlreiche Instandsetzungs- und Renovierungsarbeiten in den Jahren 1737, 1797 und 1868 mehrmals stark verändert.:16, 17 Kaufmann Johann Dietrich und Büttnermeister Johann Matthäus Full stifteten 1737 einen neuen Altar und eine neue Kanzel. Das Altarbild mit der Kreuzigungsgruppe von Christoph Pitsch aus dieser Zeit befindet sich wieder im Altarblatt. Man hatte es 1868 herausgenommen und durch ein Christusbild von Kunstmaler Weigand aus Nürnberg ersetzt.:18 Pfarrer Merk bemühte sich darum, dass am 22. März 1626 ein neuer Taufstein in der Kirche aufgestellt wurde. Kantor Christoph Scherzer kam 1738 für die Kosten einer Zinnüberlegung durch Nikolaus Lender aus Marktbreit auf. Bis 1868 stand er vor dem Altar. Danach wurde er seitlich platziert.:19
Die Sitzplätze im Gotteshaus von Marktsteft waren sehr begehrt. Um Streitigkeiten vorzubeugen, wurden sie durch eine Kirchenstuhlordnung vom 8. September 1625 festgelegt. Für das Kirchengestühl mussten jeweils am 11. Februar und 28. Juli Kirchenstandsgebühren bezahlt werden. Die Höhe richtete sich nach der Art und Lage des Platzes. Im Kirchenschiff standen anfangs auf der Kanzelseite zwölf und auf der Gegenseite sieben Bänke. 1678 gab es 107 Frauenplätze im Kirchenschiff und 44 Männerplätze auf der Empore. Im Jahre 1708 wuchs die Bevölkerung Marktstefts so an, dass eine neue Empore eingebaut wurde. Dies wiederholte sich 1737. Bevorzugte Plätze mit Gittern gab es bis 1868. Unter Pfarrer Michahelles wurden die abgebaut.:19, 20 Pfarrer Berger begann 1934 die Brüstung der Empore mit Bildern aus dem Leben Jesu auszugestalten.:19

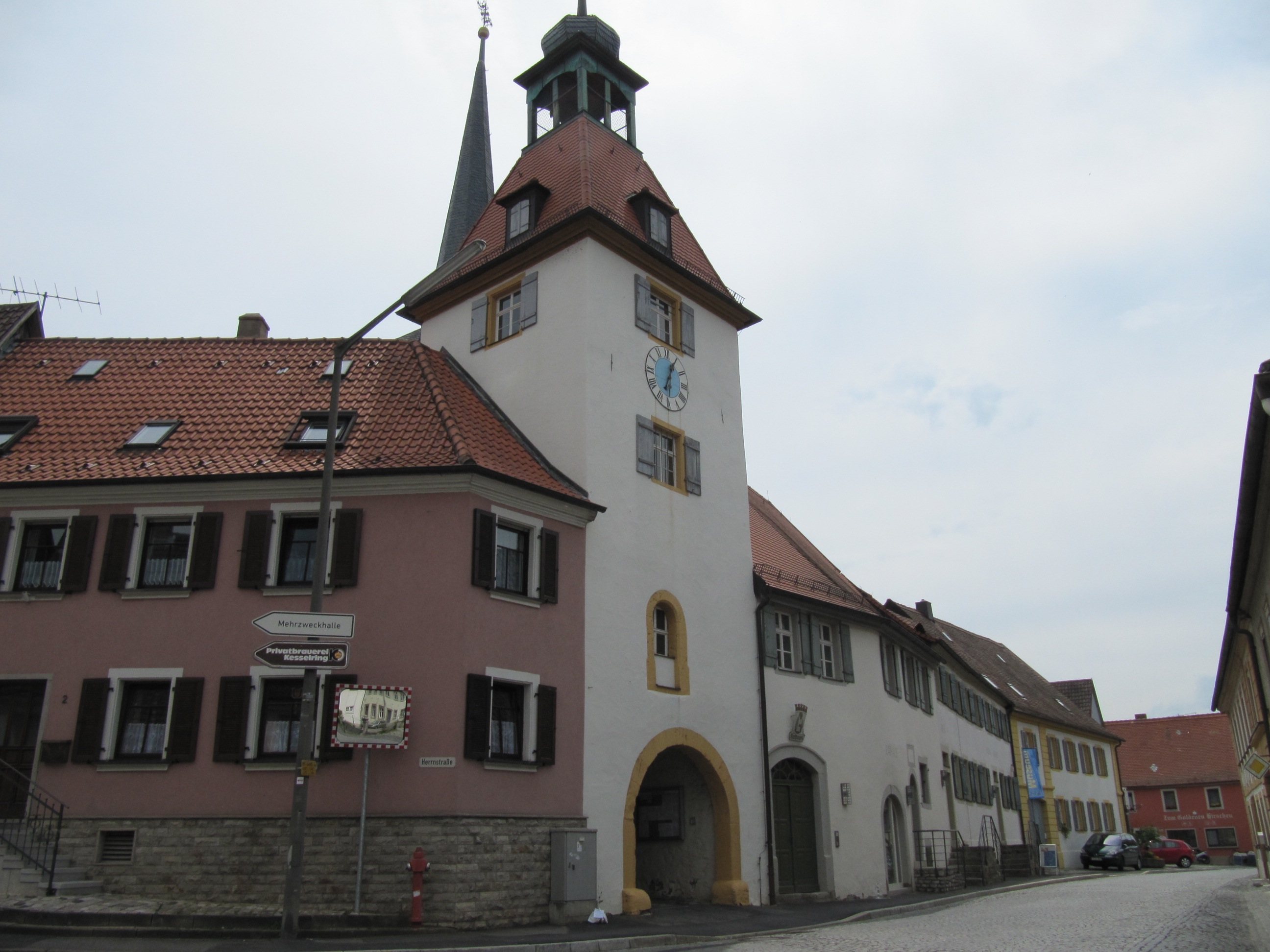
Torturm der ehemaligen Kirchenburg
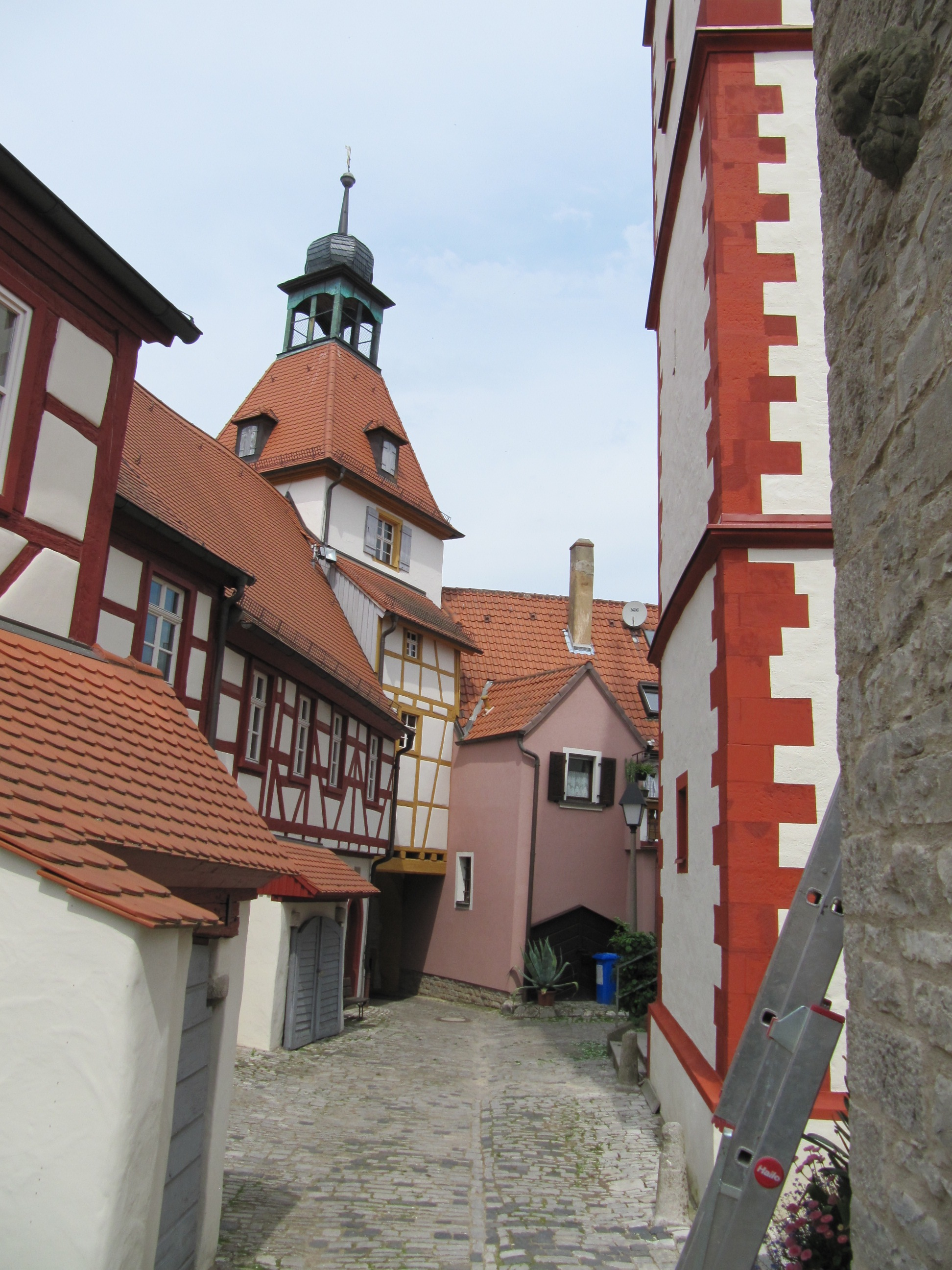
Blick zum Torturm in der Kirchenburg
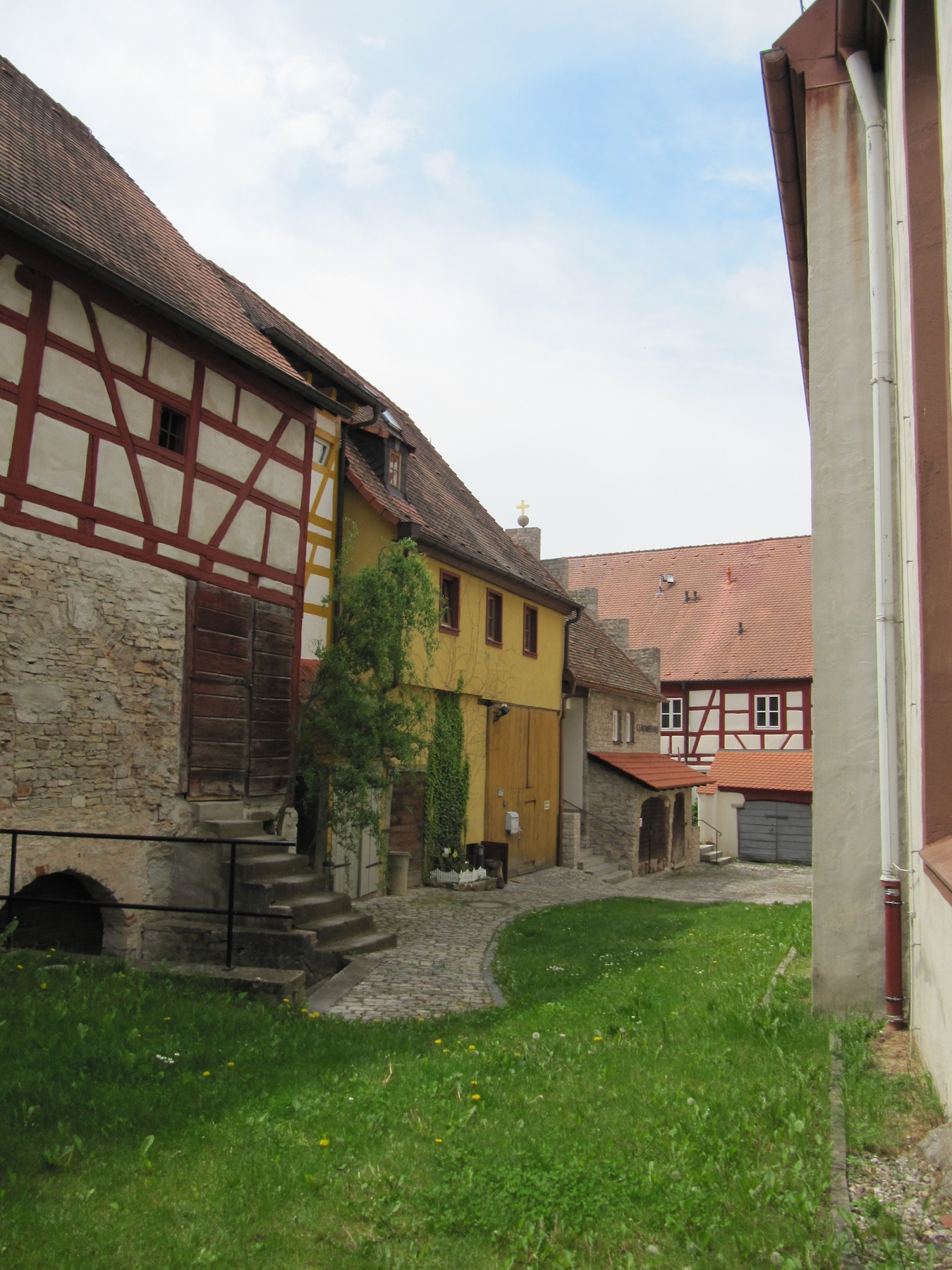
Innenanlage der Kirchenburg

##### Friedhof
Der denkmalgeschützte Friedhof wurde 1584 angelegt und erhielt 1603 eine freistehende Kanzel. Unter den Arkaden befinden sich zahlreiche gut erhaltene Grabsteine aus den vergangenen Jahrhunderten. Besonders die Handels- und Schifferfamilien des 18. Jahrhunderts wurden in den Epitaphien verewigt.:95

##### St. Michael
Die evangelische Pfarrkirche St. Michael befindet sich im Stadtteil Michelfeld.

### Mainfähre
Bis ins Jahr 1955 existierte in Marktsteft eine Fährverbindung über den Main. Bereits im Frühmittelalter bestand nahe dem Ort eine Überfahrtsmöglichkeit, die von den Dorfherren an verschiedene Beständer verpachtet wurde. Die Mainfähre hatte einen großen Einzugsbereich und machte der nahen Fähre in Sulzfeld am Main Konkurrenz. Nachdem die Fähre im 20. Jahrhundert immer mehr zum Zuschussbetrieb geworden war, veräußerte man das Fährrecht 1955 an Sulzfeld am Main.

### Musik
Marktsteft hat einen evangelischen Posaunenchor und einen Männergesangverein. Leiter ist Walter Dienesch. Von Oktober 2002 bis zum 31. Dezember 2024 gab es die Kesselring-Musikanten unter Leitung von Jochen Münz.

### Regelmäßige Veranstaltungen
Jedes Jahr finden in Marktsteft das Hafenfest, die Kirchweih, das Sonnwendfeuer und der Bürgerball statt.

### Öffentliche Einrichtungen
Marktsteft hat eine Bibliothek und ein Museum.

## Wirtschaft und Infrastruktur

### Weinbau
Marktsteft ist im Landkreis Kitzingen für seine Heckenwirtschaften mit regionalen Spezialitäten (z. B. Blaue Zipfel) bekannt.

### Wirtschaft
Im Süden liegt ein Gewerbegebiet an der Ortsumgehung in Richtung Marktbreit. Mit der Brauerei Kesselring besteht ein Unternehmen im Ort, das seit dem Jahr 1688 kontinuierlich betrieben wird.

### Verkehr
Marktsteft liegt nahe der Autobahn A 7 (Anschlussstelle 104, Marktbreit). Der Ort hat eine Umgehung durch die Staatsstraße 2271.

### Bildung
Marktsteft besitzt eine Grundschule und einen evangelischen Kindergarten.

### Vereine
- TV 1861 Marktsteft

## Persönlichkeiten
Seit dem ausgehenden 17. Jahrhundert war Marktsteft Sitz der Keerl-Familie, die in der Markgrafschaft Brandenburg-Ansbach und darüber hinaus zu einigem Einfluss kam. Mit dem Kronenwirt Sebastian Keerl begann der Aufstieg der Familie. Konrad Keerl wurde erster Handlungsvorstand des Handelsplatzes „Stefft“. Sein Sohn Jakob Keerl wurde Hofkammerrat in Ansbach und hinterließ seiner Heimatstadt mehrere Stiftungen, unter anderem geht die Rektoratsschule auf seine Bemühungen zurück. Seine Tochter Amalia (1805–1830) war die Mutter des Malers Anselm Feuerbach.
- Balthasar Böhm († 1530), Kanonikus, Theologe, Schriftsteller
- Johann Georg Ulmer († um 1670), Geschichtsschreiber, Schriftsteller
- Samuel Ernst Manger (1757–1822), Hofschiffmann
- Johann Ernst Günther (1787–1852), Bürgermeister von Marktsteft und Landtagsabgeordneter
- Friedrich Wilhelm von Rücker (1803–1870), Professor in Erlangen, Historiker
- Heinrich Höhn (1816–1900), Unternehmer, Höhn war Inhaber eines Delikatessengeschäfts in Berlin und trat in Marktsteft als Stifter in Erscheinung, er erhielt das Ehrenbürgerrecht[20]
- Julius Schunck (1822–1857), Vikar, Stifter und Herausgeber, Schunk war Geistlicher in Marktsteft und starb in der Stadt[21]
- Ludwig von Reizenstein (1826–1885), Architekt und Schriftsteller[22]
- Theodor Schöntag (1840–1908), Geschichtsschreiber[23]
- Andreas Gerhard Wilhelm Töpfer (* in Lichtenstein; † 1916 in Marktsteft), Präparandenhauptlehrer, Leiter der Präparandenschule Marktsteft von 1866–1903[24]
- Jörg Geuder (1861–1935), Gartenschriftsteller, Dichter und Sprachpfleger, besuchte zur Ausbildung als Lehrer ab 1874 die Präparandenschule Marktsteft
- Karl Freytag (1866–1945), Lehrer, Schulleiter, Künstler
- Albert Kesselring (1885–1960), deutscher Generalfeldmarschall und Luftwaffenoffizier
- Michael Kesselring (1889–1963), deutscher Pädagoge und Hochschullehrer